# 澤拉赫·瓦哈夫提格
泽拉赫·瓦哈夫提格（希伯來語：זרח ורהפטיג；1906年2月2日—2002年9月26日），以色列拉比、律師和政治家，也是《以色列独立宣言》的簽署人之一。

## 早年生活和教育
瓦哈夫提格於1906年2月2日出生於沙俄帝國的沃爾科維斯克（今白俄羅斯境內）是Yerucham Warhaftig（父）和Rivka Fainstein（母）之子。父親Yerucham Warhaftig是猶太拉比、學者及哈拉卡研究者，其作品亦榮獲托拉文學拉比庫克獎（暫譯；פרס הרב קוק לספרות תורנית）。瓦哈夫提格因此自小便接受傳統的猶太教育以及普及教育並於華沙大學就讀法學學士並於華沙成為了一名律師。

## 二戰前夕
在1936年至1939年間，瓦哈夫提格在第17屆至第21屆的錫安主義（又譯「猶太復國主義」）大會中出任以色列地駐華沙的主席及代表。

## 二戰期間
1939年9月1日，德國進攻波蘭，二戰爆發。波蘭首都華沙陷落之後，澤拉赫·瓦哈夫提格逃出華沙，逃亡到當時的尚未被蘇聯占領的立陶宛。到了立陶宛之後，澤拉赫·瓦哈夫提格在攷納斯成立了猶太人難民救濟委員會，他成了該委員會的負責人，並積極救助猶太難民。1940年6月，蘇聯占領波羅的海三國，立陶宛被并入蘇聯。蘇聯給這些猶太難民提出選擇，要麽成爲蘇聯公民，要麽被送往西伯利亞。爲此，猶太難民當中分爲兩種意見，一種是取得蘇聯公民權在蘇聯定居，另一種意見是繼續逃亡國外。澤拉赫·瓦哈夫提格還是決定繼續逃往國外，選擇的逃亡路綫是經土耳其前往受英國托管地巴勒斯坦。前往巴勒斯鵝潭需要得到英國的通行許可證，由於蘇聯命令所有駐攷納斯的各國領事館限期關閉，澤拉赫·瓦哈夫提格在英國領事館關閉之前，獲得許可證並進行僞造，以此方法先將1000多名猶太難民送到了巴勒斯坦。
但隨著戰事的擴大，土耳其邊境關閉，這條逃亡路被堵死。唯一的逃亡路綫就是經過蘇聯抵達日本，再從日本輾轉到其他國家。但是，當時的日本政府雖然對猶太難民發放過境簽證，但必須要有最終目的國的入境簽證。當他得知進入荷屬南美洲領地的庫拉索、蘇里南等地不需要簽證，找到了荷蘭駐立陶宛領事館官員賈恩·兹瓦滕代克並得到了他的積極配合，為大量的猶太難民拿到了前往荷屬殖民地的特別注明，並以此向日本駐立陶宛領事館申請過境簽證。當時的日本領事館外交官杉原千畝與賈恩·兹瓦滕代克一樣同情猶太難民的遭遇，他明知荷屬殖民地的簽注證明并非正規簽證，但爲了盡量營救猶太難民，他還是為這些猶太難民發放了過境簽證。爲此，很多猶太難民通過這個渠道逃亡到了日本。而澤拉赫·瓦哈夫提格也隨著這些難民抵達了日本。之後他前往上海，盡量為滯留在日本的猶太難民獲得進入上海的入境許可。
回到日本之後，澤拉赫·瓦哈夫提格最終於1941年6月5日，從橫濱前往加拿大溫哥華。在這之後的四年，他與妻子共同在美國生活，期間有三個孩子出生。

## 二戰之後
二戰結束之後，澤拉赫·瓦哈夫提格一度回到了波蘭，但當時的波蘭滿目瘡痍，并且當地人對猶太人依舊保持敵意，不歡迎猶太人返回波蘭。爲此，他於1947年8月離開波蘭，去了巴勒斯坦。從1947年至1948年期間，他積極為以色列建國效力，並在以色列獨立宣言書中聯署簽名。
以色列獨立之後的1949年的第一次以色列國會選舉中，米兹拉希犹太人、哈帕爾·哈米茲拉奇、Agudat Yisrael、以色列勞工聯盟等黨派組成宗教聯合陣線，他作爲其成員當選為國會議員。
1951年，他進入大衛·本-古里安政府内閣，在第四次内閣組閣中被任命爲宗教部副部長。
1961年的第五次以色列國會選舉中，被任命爲宗教部長，之後他在這個位置上直到1974年。在從政的同時，自1948年至1963年他還曾在耶路撒冷希伯來大學執教猶太律法專業。1981年退出政壇。
2002年去世。

## 外部鏈接
- The Time of Israel 2023.4.10 （页面存档备份，存于）